# Комаров (Бардјејов)
Комаров (слч. Komárov) насељено је мјесто са административним статусом сеоске општине (слч. obec) у округу Бардјејов, у Прешовском крају, Словачка Република.

## Становништво
| Година:    | 1994. | 2004.   | 2014.   | 2024.    |
| ---------- | ----- | ------- | ------- | -------- |
| Број људи: | 398   | 408     | 424     | 473      |
| Разлика:   |       | +2,51 % | +3,92 % | +11,55 % |

| Година:    | 2023. | 2024.   |
| ---------- | ----- | ------- |
| Број људи: | 462   | 473     |
| Разлика:   |       | +2,38 % |

Према подацима о броју становника из 2024. године насеље је имало 473 становника.